# Neptuni
El neptuni és l'element químic de símbol Np i nombre atòmic 93. És el quart element de la sèrie dels actinoides. S'obté artificialment. És un metall blanc argentat, semblant químicament a l'urani. Fou obtingut per primera vegada el 1940 per Edwin McMillan i Philip Abelson, a la Universitat de Califòrnia a Berkeley, bombardejant urani 238 amb neutrons. S'obté com a subproducte en la producció de plutoni 239.

## Història

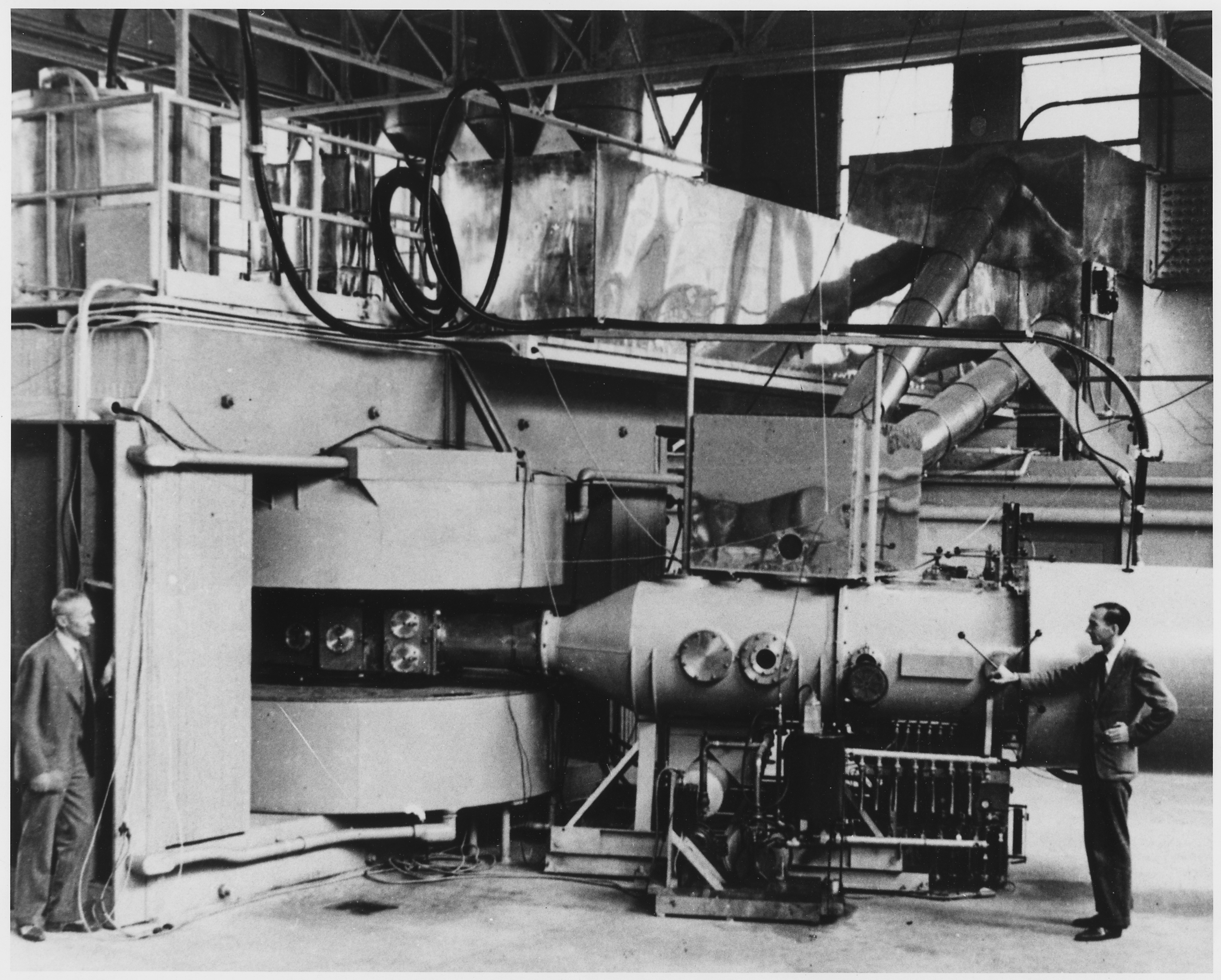
Ciclotró de la Universitat de Califòrnia a Berkeley.

Enrico Fermi (1901–1954) i un equip de científics de la Universitat de Roma La Sapienza el 1934 comunicaren el descobriment de l'element de nombre atòmic 93. L'anomenaren ausoni (símbol Ao) per l'antiga regió italiana d'Ausònia. El mateix equip atribuí el nom hesperi a l'element 94, provinent d'Hespèria, una manera poètica de referir-se a Itàlia. Tanmateix, aquell mateix any, la física alemanya Ida Noddack (1896–1978) presentà unes explicacions alternatives. Després del descobriment de la fissió nuclear el 1938, hom comprovà que el descobriment de Fermi era en realitat una mescla de bari, criptó i altres elements.

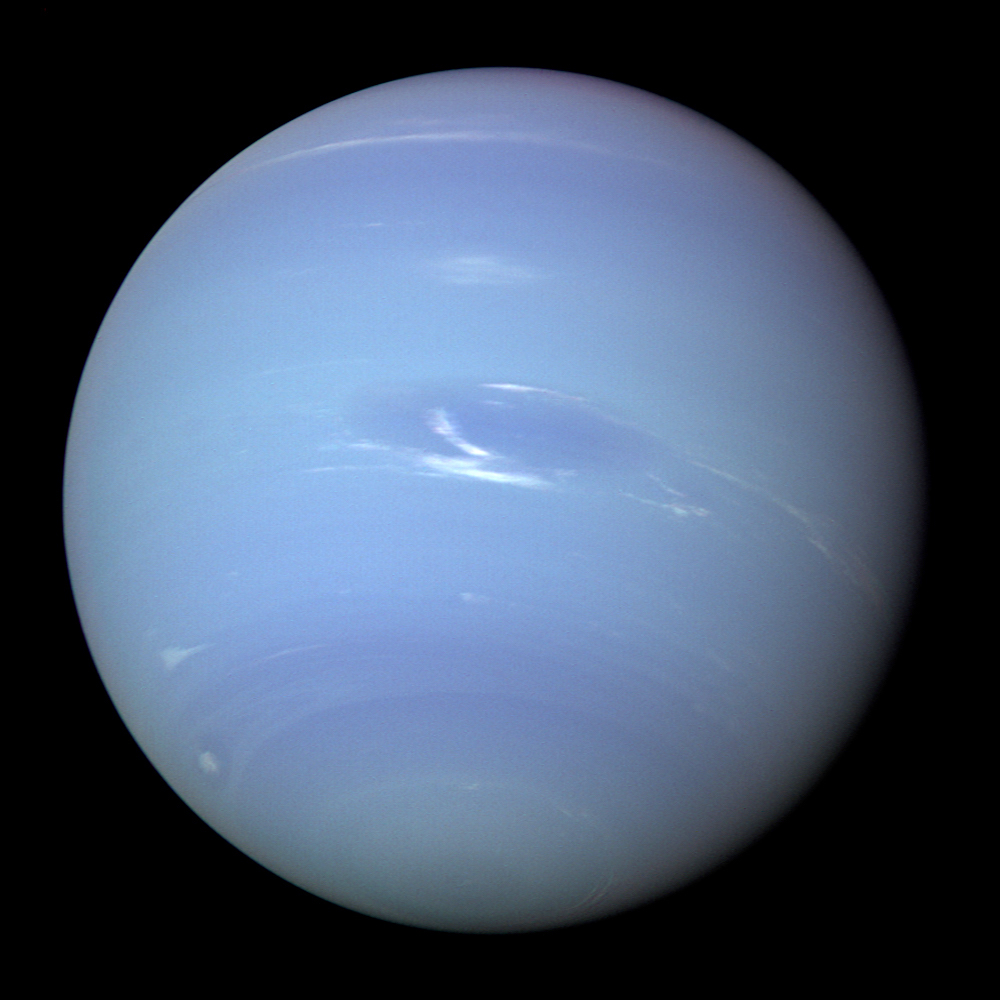
Neptú fotografiat per la sonda espacial Voyager 2.

El juny de 1940, dos científics estatunidencs el físic Edwin M. McMillan (1907–1991) i el químic Philip Hauge Abelson (1913–2004) que treballaven al Berkeley Radiation Laboratory de la Universitat de Califòrnia a Berkeley, descrigueren una reacció de l'urani 238 que havien descobert en bombardejar-lo amb neutrons mitjançant un accelerador de partícules, el ciclotró. L'isòtop urani 235, que es necessitava per construir una bomba, era increïblement difícil de separar-se de l'urani 238 molt més abundant. Però si l'urani 238 podia absorbir un neutró lent en un reactor, es convertia en un isòtop inestable urani 239, que es desintegrava emeten partícules β i es transformava en un element desconegut fins aleshores. A l'any següent, aquest element s'anomenà neptuni perquè el planeta Neptú és el que segueix al sistema solar a Urà, d'on ve el nom d'urani. La reacció és:
{\displaystyle {\ce {^238_92U + ^1_0n -> ^239_92U + \gamma}}}{\displaystyle {\ce {^239_92U -> ^239_93Np + \beta}}}

## Estat natural i obtenció

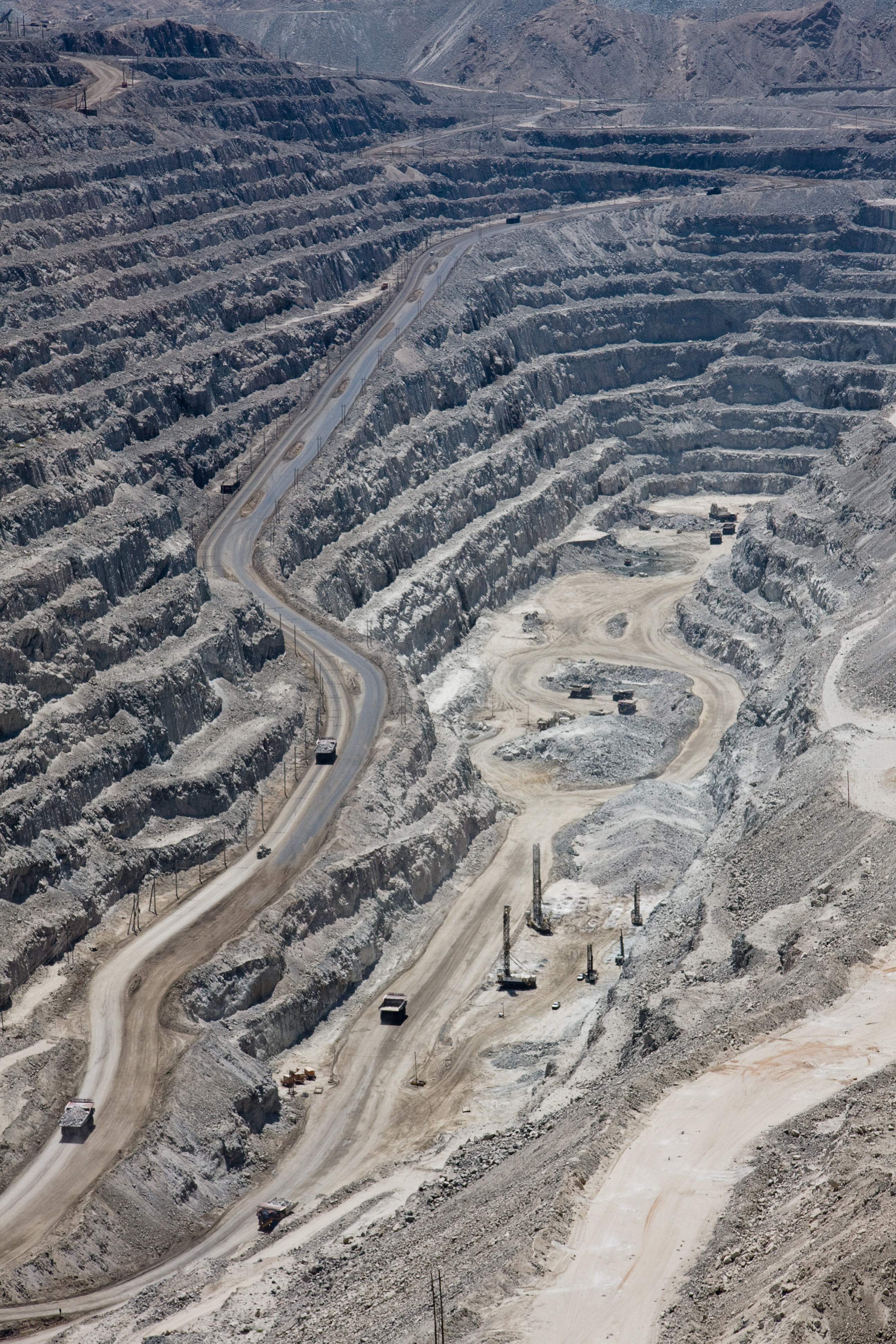
Mina d'urani a Namíbia.

La vida mitjana de qualsevol dels isòtops del neptuni és inferior a l'edat de la Terra, és per això que de manera natural només es troben traces d'aquest element en minerals que contenen urani. Se'n produeix de manera natural en quantitats extremadament petites en minerals d'urani mitjançant la interacció d'àtoms d'urani amb neutrons produïts per la desintegració d'altres àtoms d'urani al mateix mineral.
Tot i això, actualment són diverses les fonts antropogèniques de neptuni: residus d'armes nuclears, l'aigua usada per refredar els reactors de fissió, el processament industrial del neptuni 237 produït als reactors de fissió, residus nuclears d'alta activitat i la desintegració de l'americi 241 i el plutoni 241. En els reactors és un subproducte de la producció de plutoni a partir d'urani 238 (aproximadament una part de neptuni es produeix per cada 1 000 parts de plutoni).

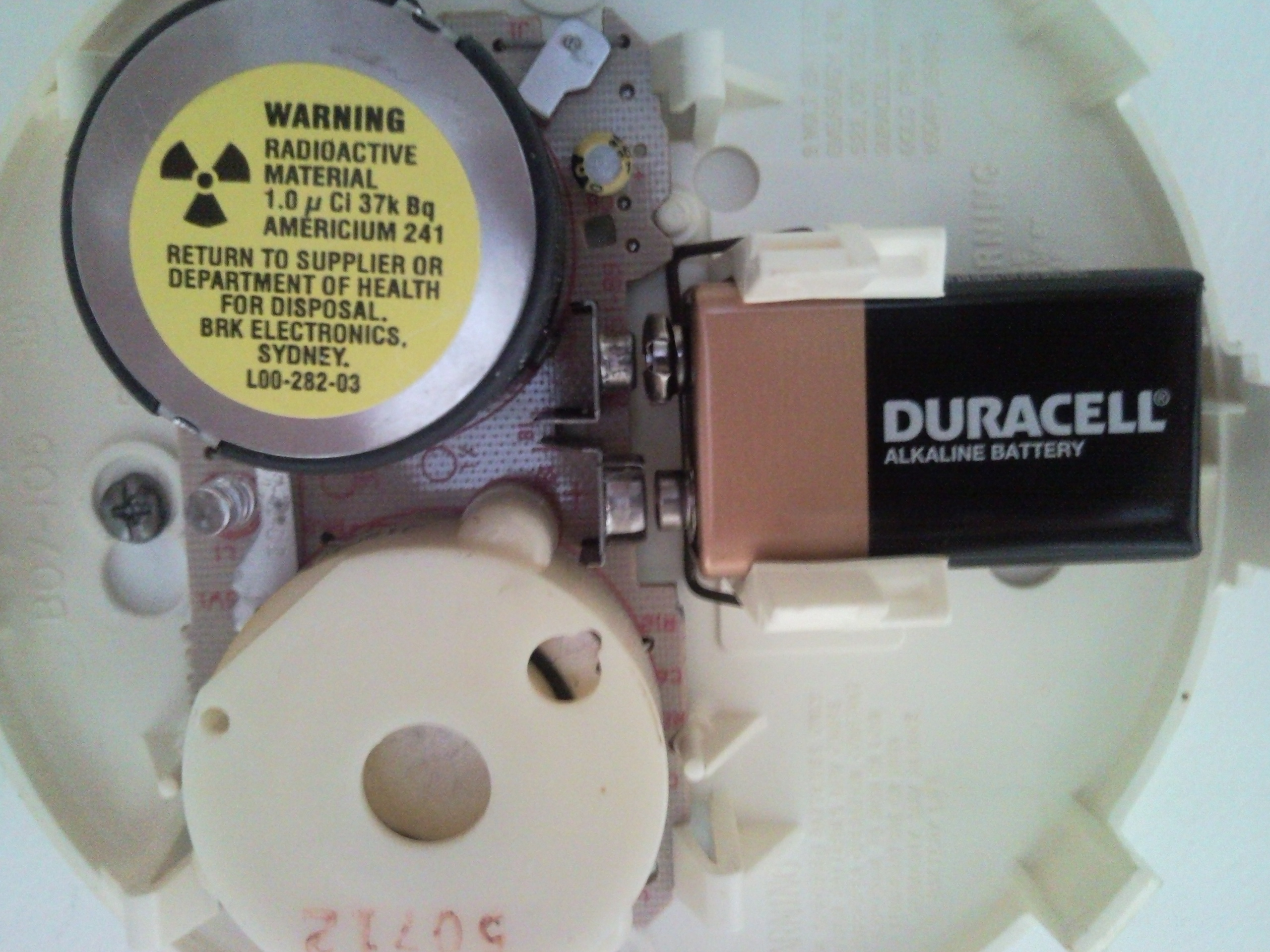
Interior d'un detector de fum amb americi 241 que es desintegra en neptuni 237.

L'isòtop neptuni 239 és generalment el producte de les primeres dues fonts esmentades, però a causa de la seva curta vida mitjana (t½ = 2,35 dies) no constitueix un gran perill biològic ni mediambiental. Al contrari, malgrat que la presència de neptuni 237 en residus nuclears no sigui elevada (0,03 % en residus d'urani i 5 % en residus de plutoni), la seva relativament llarga vida mitjana (t½ = 2,1 × 106 anys) fa que de cara al futur (diversos milers o milions d'anys) constitueixi un perill seriós. Els processos de desintegració són:
{\displaystyle {\ce {^237_93Np -> ^233_91Pa + ^4_2He}}}{\displaystyle {\ce {^239_93Np -> ^239_94Pu + ^0_{-1}e}}}
El neptuni se separa d'altres elements mitjançant tècniques d'extracció amb diferents dissolvents.

## Propietats

### Propietats físiques
El neptuni és un metall argentat, de densitat 20,25 g/cm³, punt de fusió 644 °C i punt d'ebullició 3 902 °C. És l'element que es presenta en estat líquid dins de l'interval més gran de temperatures (3 258 °C). Existeix en tres formes cristal·lines; la forma a temperatura ambient, anomenada α, és ortoròmbica; la forma β és tetragonal, hom la troba a uns 280 °C i té una densitat de 19,36 g/cm³ a 313 °C; la forma γ apareix prop dels 577 °C, és cúbica, i té una densitat de 18,0 g/cm³ a 600 °C. Té una configuració electrònica {\displaystyle {\ce {[Rn] 5f^4 6d^1 7s^2}}}.

### Propietats químiques

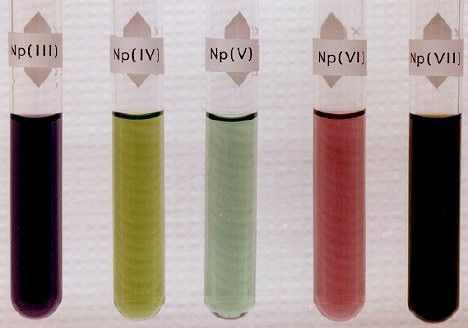
Colors de les dissolucions de cations de neptuni en diferents estats d'oxidació.

El neptuni és químicament reactiu i s'assembla més al plutoni que a l'urani, amb estats d'oxidació de +3 a +7. Els cations del neptuni en dissolució aquosa tenen colors característics: {\displaystyle {\ce {Np^3+}}}, morat pàl·lid; {\displaystyle {\ce {Np^4+}}}, de color groc pàl·lid clar; {\displaystyle {\ce {NpO2+}}}, verd-blau; {\displaystyle {\ce {NpO2^2+}}}, des d'incolor fins al rosat o groc-verd, segons l'anió present; i {\displaystyle {\ce {Np^7+}}}, de color verd fosc.
S'han preparat compostos de neptuni en tots els estats d'oxidació, des de +3 fins a +7; generalment s'assemblen als compostos d'urani i plutoni amb el mateix estat d'oxidació. Halurs s'han sintetitzat el fluorur de neptuni(III) {\displaystyle {\ce {NpF3}}}, el fluorur de neptuni(IV) {\displaystyle {\ce {NpF4}}}, el fluorur de neptuni(V) {\displaystyle {\ce {NpF5}}}, el fluorur de neptuni(VI) {\displaystyle {\ce {NpF6}}}; el clorur de neptuni(III) {\displaystyle {\ce {NpCl3}}}, el clorur de neptuni(IV) {\displaystyle {\ce {NpCl4}}}, el bromur de neptuni(IV) {\displaystyle {\ce {NpBr4}}} i el iodur de neptuni(III) {\displaystyle {\ce {NpI3}}}. D'òxids se'n coneixen l'òxid de neptuni(IV) {\displaystyle {\ce {NpO2}}} i l'òxid de neptuni(V) {\displaystyle {\ce {Np2O5}}}. D'altres composts són el nitrur de neptuni(III) {\displaystyle {\ce {NpN}}} i el sulfur de neptuni(III) {\displaystyle {\ce {Np2S3}}}.

## Isòtops

Sèrie de desintegració del ^237Np o 4n + 1

S'han identificat 24 isòtops i isòmers del neptuni, tots ells inestables i cap d'ells a la naturalesa. Hom els troba des del nombre màssic 225 al 245. El més estable és el {\displaystyle {\ce {^237Np}}} que té un període de semidesintegració de 2,144 × 106 anys, seguit del {\displaystyle {\ce {^236Np}}} que el té de 153 × 10³ anys.
Els elements amb nombre atòmic Z > 92, que són elements amb nombre atòmic superior al de l'urani, es produeixen artificialment. Tots són radioactius. No hi ha elements naturals més enllà de Z = 92, perquè tots tenen un període de semidesintegració massa curt per haver sobreviscut des de la formació de la Terra. Hi ha la cadena de desintegració 4n + 1 (els números màssics de tots els núclids compleixen aquesta relació amb n entre 60 i 51) que consisteix principalment en radionúclids produïts artificialment. S'anomena cadena de desintegració del neptuni perquè el neptuni 237 és el radionúclid de més llarga vida de la cadena.

## Aplicacions
La principal aplicació dels isòtops de neptuni és en la recerca científica, i és poc utilitzat fora de la investigació. Pràcticament, l'única aplicació és la de l'isòtop neptuni 237 que s'ha utilitzat en detectors de neutrons.
És possible trobar neptuni en alguns detectors de fum, encara que no s'hi va col·locar deliberadament. Els detectors de fum de tipus ionització utilitzen petites quantitats del radioisòtop americi 241, que emet partícules α, i es desintegra en neptuni 237. En uns 50 anys, el component radioactiu seria un 10 % de neptuni. La reacció és:
{\displaystyle {\ce {^241_95Am -> ^237_93Np + ^4_2He}}}